# خودرو سازي (كورك وناريتش)
خودرو سازي (بالإنجليزية: Khudrowsazi)‏ هي مستوطنة تقع في إيران في كرمان. يقدر عدد سكانها بـ 961 نسمة .